# Glossadelphus abruptus
Glossadelphus abruptus là một loài Rêu trong họ Hypnaceae. Loài này được (Mitt.) H. Rob. mô tả khoa học đầu tiên năm 1967.